# Girolamo Scarampi

Stemma Scarampi

Girolamo Scarampi (XVI secolo – XVI secolo) è stato un vescovo cattolico italiano.

## Biografia
Originario dell'Astigiano ed appartenente ad una delle famiglie più importanti del Piemonte, dopo essere stato ordinato al sacerdozio fu preposto della collegiata di Carmagnola e vicario generale dell'arcivescovo di Torino. Tra il 1566 e il 1569 fu abate di Cortemilia.
Nel 1571 venne nominato vescovo delle diocesi di Campagna e Satriano.
Nel 1582 è inviato da papa Gregorio XIII come visitatore apostolico nella diocesi di Mondovì; secondo i dettami del Concilio di Trento (1537-1563) visitò tutte le chiese della diocesi monregalese e redasse una relazione dettagliata sul loro stato.
Il 23 novembre 1582 visitò la cappella di Loreto a Fossano e il borgo di Trinità; nel 1583 visitò Magliano Alpi e a Mondovì soppresse il Monastero delle Agostiniane.
Durante la sua visita si occupò di controllare la comunità riformata nei territori della diocesi, tra cui quella di Vernante, documentata dal 1570 al 1588.